# Popiwka (obwód winnicki)
Popiwka (ukr. Попівка, hist. pol. Popówka) – wieś na Ukrainie, w obwodzie winnickim, w rejonie winnickim, w hromadzie Lipowiec. W 2001 liczyła 485 mieszkańców, spośród których 475 wskazało jako ojczysty język ukraiński, 8 rosyjski, a 2 mołdawski.